# Lineas Aereas de Nicaragua
Lineas Aereas de Nicaragua, kurz LANICA, war von 1945 bis zur Betriebseinstellung im Jahr 1981 die nationale Fluggesellschaft Nicaraguas.

## Geschichte
Die Fluggesellschaft LANICA wurde im Juni 1945 gegründet und nahm im Jahr 1946 den Linienbetrieb auf. Damals bestand die Flotte aus Flugzeugen des Typs Boeing 247, die im Inlandsverkehr verkehrten. Der Träger der Gesellschaft war ein Tochterunternehmen der Pan American World Airways. Im März 1953 betrug das Streckennetz 1.600 km. Im März 1955 ergänzten 7 Douglas DC-3 und eine Navion, die für lokale Strecken eingesetzt wurde, die Flotte. In diesem Jahr beförderte LANICA 21.852 Passagiere. Zehn Jahre später, im April 1965, setzte sich die Flotte aus 1 Douglas DC-3, 1 Douglas DC-4, 1 Douglas DC-6 zusammen, sowie 4 Curtiss C-46, die im Frachtverkehr eingesetzt wurden. Zwischenzeitlich setzte LANICA Flugzeuge des Typs Vickers Viscount ein. Die Douglas DC-6 wurde im Liniendienst nach Miami und San Salvador eingesetzt. Ihren Sitz hatte LANICA auf dem Flughafen Managua. Im Jahr 1957 nahm LANICA Miami als erstes internationales Ziel in ihr Streckennetz auf.
Im Jahr 1966 bestellte LANICA erstmals einen Jet des Typs BAC 1-11-400. Das erste Flugzeug leaste das Unternehmen von Aer Lingus. Ab 1967 betrieb es die erste eigene BAC 1-11. Das erste Langstrecken-Düsenverkehrsflugzeug war eine Convair CV-880, mit der ab April 1972 die Strecke nach Miami bedient wurde. Zwei weitere Convair CV-880 wurden 1977 erworben. Zusätzlich wurden Flugzeuge des Typs Boeing 727-100 eingesetzt.
Am 31. August 1981 stellte LANICA den Betrieb ein. Zuvor wurde sie im März 1981 von einem Nicaraguanischen Gericht für insolvent erklärt.

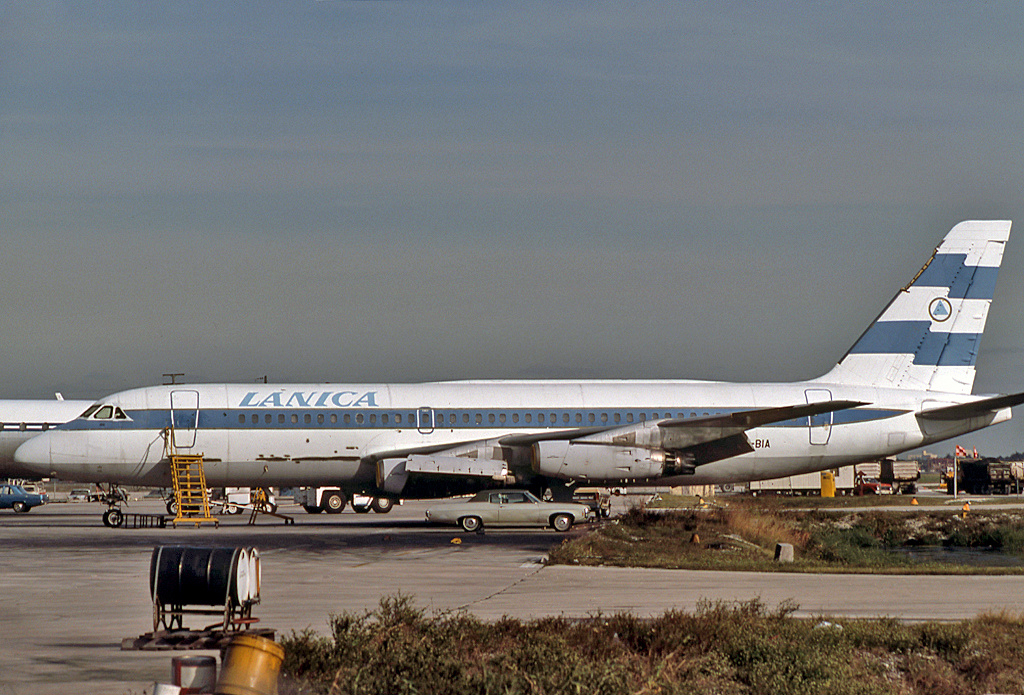
Convair CV-880 auf dem Miami International Airport

## Flotte
| Flugzeug       | Anzahl |
| -------------- | ------ |
| Boeing 727-100 | 2      |
| Curtiss C-46   | 3      |
| Douglas DC-6   | 1      |

## Ziele
LANICA führte internationale Flüge zu folgenden Zielen aus:
- Buenos Aires, Argentinien
- Santiago de Chile, Chile
- San José, Costa Rica
- San Pedro Sula, Honduras
- Guayaquil, Ecuador
- Guatemala-Stadt, Guatemala
- Mexiko-Stadt, Mexiko
- Panama-Stadt, Panama
- Miami, Vereinigte Staaten

- Montevideo, Uruguay

## Das Erscheinungsbild
Der Name LANICA setzt sich aus der Abkürzung Lineas Aereas und den ersten vier Buchstaben des Wortes Nicaragua zusammen.

### Bemalungen der Flugzeuge
Das Unternehmen hatte in ihrer Geschichte unterschiedliche Bemalungen für ihre Flugzeuge, die auch nebeneinander existierten. So hatte zum Beispiel die Convair CV-880 eine weiß-blaue Bemalung mit der nicaraguanischen Flagge auf dem Seitenleitwerk, eine Boeing 727 zum Beispiel einen orangen Streifen bei den Fenstern und auf dem Seitenleitwerk Berge, über denen die Sonne scheint und die BAC 1-11 hatte wieder eine andere Bemalung.

## Zwischenfälle
- Am 14. August 1952 verschwand eine Douglas DC-3/C-47 der Lineas Aereas de Nicaragua (LANICA) (Luftfahrzeugkennzeichen AN-A..) auf dem 270 Kilometer langen Inlandsflug vom Flughafen Bonanza-San Pedro (Nicaragua) zum Flughafen Managua. Alle 3 Besatzungsmitglieder, die einzigen Insassen auf dem Frachtflug, kamen ums Leben.[11]

- Am 23. Januar 1957 kam es zum Absturz einer Douglas DC-3/R4D-5 der Lineas Aereas de Nicaragua (LANICA) (AN-AEC) am Vulkan Concepción auf der Insel Ometepe (Nicaragua). Da die Maschine völlig zerstört wurde, konnte nur vermutet werden, dass irgendein technischer Defekt zum Kontrollverlust und Absturz führte. Alle 16 Insassen, drei Besatzungsmitglieder und 13 Passagiere, kamen ums Leben.[12]

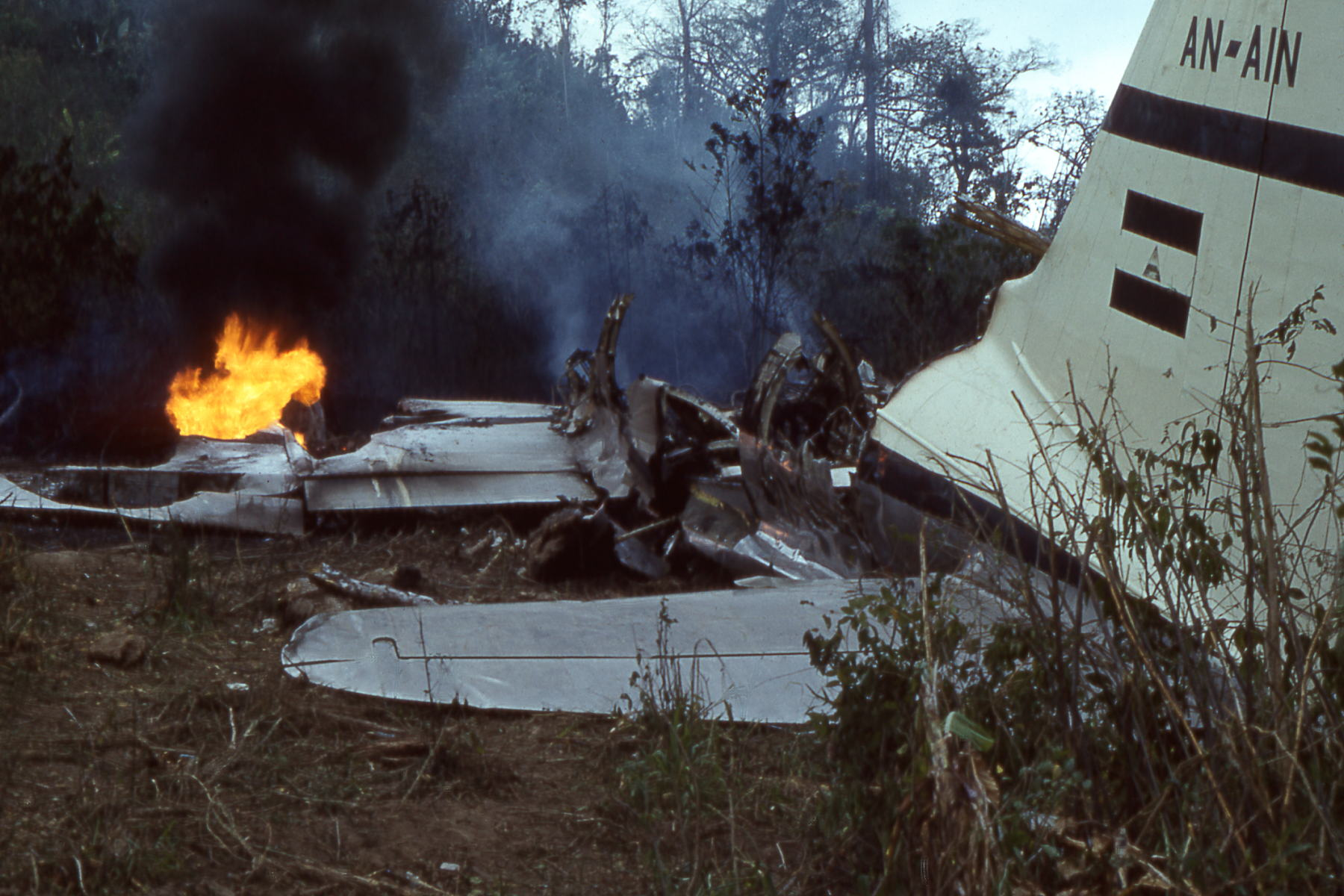
Verunglückte Curtiss C-46 Commando der LANICA, 5. April 1960

- Am 5. April 1960 flog eine Curtiss C-46A-40-CU Commando der LANICA (AN-AIN) nach dem Start vom Flughafen in Siuna nach San Pedro (Región Autónoma de la Costa Caribe Norte, Nicaragua) in einen Hügel 2,4 Kilometer vom Startflugplatz entfernt. Die Untersuchung ergab, dass das Verteilerventil des linken Propellers an der Basis der Verbindung mit der Motorkurbelwelle gebrochen war, wobei die ersten Gewinde gebrochen waren. Der Bruch scheint auf Ermüdung zurückzuführen zu sein. Von den 18 Insassen kamen je ein Besatzungsmitglied und ein Passagiere ums Leben.[13]

- Am 15. Dezember 1961 stürzte eine Curtiss C-46 der Lineas Aereas de Nicaragua (LANICA) (AN-AOE) im Endanflug auf den Flughafen Managua (Nicaragua) ab. Beim Start des Frachtfluges von dort war schlecht gesicherte Ladung nach hinten gerutscht und hatte den Schwerpunkt verschoben. Beim Versuch der Rückkehr geriet die Maschine ins Trudeln und stürzte in einem Winkel von etwa 45 Grad ab. Nach dem Aufschlag brach eine Feuer aus. Beide Piloten, die einzigen Insassen auf dem Frachtflug, kamen ums Leben.[14]

- Am 22. Juli 1964 fiel an einer Curtiss C-46 Commando der Lineas Aereas de Nicaragua (LANICA) (AN-AKY) beim Start vom Flughafen Managua (Nicaragua) ein Triebwerk aus. Beim Versuch einer Notlandung schlug die Maschine 5 Kilometer vom Flughafen entfernt auf und fing Feuer. Das Flugzeug wurde irreparabel beschädigt. Es war mit mehreren Tonnen Kaffee für Miami beladen. Beide Piloten, die einzigen Insassen auf dem Frachtflug, überlebten den Unfall.[15]

- Am 17. September 1965 wurde eine Curtiss C-46 Commando der Lineas Aereas de Nicaragua (LANICA) (AN-A..) nach einem Triebwerksausfall im Golf von Fonseca (Nicaragua) notgewassert und versank. Die Maschine war mit 5 Tonnen Fracht auf dem Weg von Miami nach Managua. Das Flugzeug wurde zerstört. Beide Piloten, die einzigen Insassen auf dem Frachtflug, wurden nach 24 Stunden auf ihrem Schlauchboot geborgen und überlebten den Unfall.[16]

- Am 29. August 1972 wurde mit einer Curtiss C-46A-55-CK Commando der Lineas Aereas de Nicaragua (LANICA) (AN-AMR) auf dem Flughafen Managua (Nicaragua) eine Bauchlandung gemacht. Dabei wurde das Flugzeug irreparabel beschädigt. Über Personenschäden ist nichts bekannt.[17]

- Am 25. Februar 1976 brach an einer Curtiss C-46D-20-CU Commando der Lineas Aereas de Nicaragua (LANICA) (AN-AOC) bei der Landung auf dem Flughafen Managua (Nicaragua) das rechte Hauptfahrwerk zusammen. Alle Insassen, Besatzungsmitglieder und Passagiere, überlebten den Unfall. Das Flugzeug wurde irreparabel beschädigt.[18]

- Am 17. März 1976 wurde eine Curtiss C-46A-35-CU Commando der Lineas Aereas de Nicaragua (LANICA) (AN-BGU) auf dem Flughafen Puerto Cabezas (Nicaragua) irreparabel beschädigt. Nähere Einzelheiten sind derzeit nicht verfügbar. Alle Insassen überlebten den Unfall.[19]

- Am 16. Mai 1980 kollidierte eine Curtiss C-46 der Lineas Aereas de Nicaragua (LANICA) (YN-BVL) bei der Landung auf dem Flughafen Bonanza-San Pedro mit einem Erdwall und stürzte zu Boden. Die Maschine wurde zerstört; Personen kamen nicht zu Schaden.[20]

- Am 6. Oktober 1980 brach an einer Douglas DC-6BF der Lineas Aereas de Nicaragua (LANICA) (YN-BVI) auf dem Flughafen Panama–Tocumen das Bugfahrwerk zusammen. Das Flugzeug wurde irreparabel beschädigt. Über Personenschäden ist nichts bekannt.[21]